# Ypthima catharina
Ypthima catharina är en fjärilsart som beskrevs av Butler 1886. Ypthima catharina ingår i släktet Ypthima och familjen praktfjärilar. Inga underarter finns listade i Catalogue of Life.